# Flavius Domide
Flavius Domide (n. 11 mai 1946, Arad, România) este un fost fotbalist român, care a jucat în echipa națională de fotbal a României la Campionatul Mondial de Fotbal din Mexic, 1970, performanță pentru care în martie 2008 a fost decorat cu Ordinul „Meritul Sportiv” clasa a III-a.

## Cariera
Poreclit „Roșcovanul” a jucat întreaga carieră la UTA Arad, la care a reușit să câștige două titluri de campion.
Domide a făcut parte dintr-o generație talentată, care i-a mai cuprins pe Pantea, Fl. Dumitrescu, Brosovschi, Pojoni, Gornea și Bacos. Misiunea lor a fost să readucă UTA pe pozițiile cele mai înalte, acolo unde arădenii nu mai fuseseră de pe vremea lui Petschovschi și Farmati.
Domide s-a impus ca vârf penetrant, cu un joc de cap redutabil. Cu capul a și marcat primul gol în meciul cu Elveția, gol care avea să fie primul pe drumul spre Mexic '70.
Flavius Domide avea să fie și unul din componenții echipei de pe "Wembley" și pasa sa a fost ceea care l-a pus în cursă pe Dumitrache în faza premergătoare penaltyului transformat de "Mops".
Din păcate, în Mexic, Domide ca și Dobrin, nu avea să fie altceva decât simplu spectator. Revanșa și-a luat-o însă cu UTA Arad, cu care la scurt timp după revenirea din Mexic cucerea un al doilea titlu după cel cucerit în 1969. Tot cu UTA, Domide avea să ajungă în primăvara europeană, închinând steagul doar în fața lui Tottenham Hotspur, nu fără a reuși un incredibil egal pe "White Hart Lane".
Domide avea să rămână credincios Aradului până la retragere, cunoscând cu UTA până și amărăciunea primei retrogradări în divizia secundă, în 1979, moment care a fost începutul sfârșitului pentru una din legendele fotbalului românesc, FC UTA Arad.

## Antrenorat
După retragerea din activitatea de jucător, în 1980 a antrenat diverse echipe de fotbal, precum Carpați Mârșa (1981-1983), UTA- echipa de tineret (1983-1987), Oțelul Ștei (1987-1989), Békéscsaba 1912 Előre SE (1991-1992), UTA (1992-1993), UTA- echipa de tineret (1994-1999), și Politehnica Timișoara (1999).

## Articol
- RomanianSoccer.ro - Profil